# Túlio Lustosa Seixas Pinheiro
Túlio Lustosa Seixas Pinheiro (nacido el 25 de abril de 1976) es un exfutbolista brasileño que se desempeñaba como centrocampista.
Jugó para clubes como el Goiás, Al-Hilal, Botafogo, Oita Trinita, Corinthians, Grêmio y Figueirense.

## Trayectoria

### Clubes
| Club         | País           | Año         |
| ------------ | -------------- | ----------- |
| Goiás        | Brasil         | 1995 - 2000 |
| Al-Hilal     | Arabia Saudita | 2001 - 2002 |
| Goiás        | Brasil         | 2002        |
| Botafogo     | Brasil         | 2003 - 2005 |
| Oita Trinita | Japón          | 2005 - 2006 |
| Botafogo     | Brasil         | 2007 - 2008 |
| Corinthians  | Brasil         | 2009        |
| Grêmio       | Brasil         | 2009        |
| Goiás        | Brasil         | 2010        |
| Figueirense  | Brasil         | 2010 - 2012 |
| Sobradinho   | Brasil         | 2013        |